# Det osynliga barnet
Det osynliga barnet (originaltitel: Det osynliga barnet och andra berättelser) är en novellsamling med nio korta berättelser av Tove Jansson och den sjunde boken i serien om Mumintrollen. Boken utkom första gången 1962.

## Noveller iDet osynliga barnet

### Vårvisan
Vårvisan är en dialog mellan Snusmumriken och ett litet kryp. Berättelsen tar upp olikheten mellan personer som behöver få ha sitt privatliv ifred (Snusmumriken) och personer som är mer öppna och känslosamma (Krypet och Mumintrollet).
Snusmumriken är på väg norrut tillbaka till Mumindalen efter sin långa vintervandring. Medan han sitter ner vid elden och spelar en ny visa på sin munharmonika kommer ett litet blygt kryp fram till honom. Krypet har hört talas om Snusmumriken och ser verkligen upp till honom (något som Snusmumriken blir lite oroad av att höra, eftersom han ibland behöver få vara ifred). Snusmumriken försöker förklara för honom, att man inte kan bli fri om man beundrar någon för mycket. När Snusmumriken frågar vad krypet heter, då svarar han att han är så liten att han inte har något namn och att ingen tidigare har frågat. Snusmumriken ger honom namnet Ti-ti-oo (en glad början och många sorgsna o:n på slutet), vilket blir en nystart på krypets hela liv.
- Novellen ligger till grund för ett avsnitt i TV:s julkalender från 1973; Jul i Mumindalen, och har även filmatiserats i den animerade TV-serien I Mumindalen i en scen ur avsnitt 24, "Var dröjer Snusmumriken?".

### En hemsk historia
Homsan har en väldigt livlig fantasi och efter en lek utomhus med sin lillebror rusar Homsan in i köket där hans mamma och pappa befinner sig och påstår att lillebror blivit uppäten av en "dyorm". Föräldrarna tar först Homsan på allvar, men när de får se att brodern är helt oskadd blir de arga på honom. Pappan säger att det är fult att narras och hotar med stryk, men säger sedan att han inte "orkar" klå Homsan. Han får i stället gå till sängs utan middag och efterrätt som bestraffning. Homsan känner sig förorättad och i skymningen rymmer han, går ut på myren och när han blir rädd för sina egna fantasier flyr han till ett hus som visar sig vara Lilla Mys mormors. I huset möter han My som skrämmer upp honom genom att säga att levande svampar är på väg in genom dörren. När det knackar på dörren blir Homsan livrädd. Dock är det bara Homsans pappa som har kommit för att hämta honom. På hemvägen är Homsan mycket upprörd över att My har narrats och vill aldrig träffa henne igen. Pappan och Homsan går hem tillsammans och äter efterrätt.

### Filifjonkan som trodde på katastrofer
Filifjonkan är ute en solig dag för att tvätta sin trasmatta i havet medan hon anar en stor katastrof i luften. Till skillnad från andra filifjonkor trivs hon inte i sitt hus; möblemanget och prydnaderna i det som borde få henne att känna sig trygg tilltalar henne inte alls, de passar inte ihop tycker hon. När Gafsan (Filifjonkans enda vän) kommer på besök lite senare försöker Filifjonkan göra allt för att inte börja prata om det otäcka hon upplever. Efter ett tag brister det och hon frågar desperat Gafsan om inte hon också känner samma sak; "Det här lugnet är inte naturligt". Gafsan ignorerar hennes varningar och fortsätter att prata om inredningen och de goda tekakorna, vilket irriterar Filifjonkan och stämningen är dålig när Gafsan efter en stund beger sig hemåt. Under natten kommer den stora stormen som Filifjonkan förutspådde, vilket resulterar i att hela hennes hus flyger iväg i en stor tromb. Tanken på att alla saker som hela tiden hade gjort henne olycklig helt plötsligt är borta gör henne lycklig och fri. När Gafsan kommer tillbaka är hon lika beklämd som Filifjonkan varit dagen innan och kan inte förstå att Filifjonkan är så glad över att hennes hus förstörts.

### Historien om den sista draken i världen
I en grop med brunt vatten bredvid Muminpappans hängmatta letar Mumintrollet en dag efter så kallade kribblor, men hittar till sin förvåning istället en liten drakunge. Han tar den med sig hem i en glasburk som han ställer på sitt skrivbord. Han upptäcker snart att draken tycker om att äta flugor. Efter att Lilla My blivit nyfiken när hon sett honom springa hem med burken blir Mumintrollet arg över att han inte får ha sina hemligheter ifred. Han bestämmer sig för att först visa den för Snusmumriken varpå resten av familjen får se den nere i köket. Av någon anledning verkar Snusmumriken vara den ende som drakungen tycker om, vilket gör Mumintrollet otroligt sorgsen. När Mumintrollet bestämmer sig för att släppa ut draken genom fönstret, flyger den direkt ner till Snusmumriken vid ån där han sitter och metar. Snusmumriken får se en yngre hemul ro över ån och säger åt honom att han ska få fem mörtar om han tar draken med sig så långt han kan och släpper ut den på en trevlig plats med många flugor. Snusmumriken låter Mumintrollet tro att draken bara flugit sin kos och friden är återställd.
- Berättelsen har filmatiserats i TV:s julkalender från 1973; Jul i Mumindalen ("draken" har dock här ersatts av "förfadern") och i den animerade TV-serien I Mumindalen i avsnitt 13, "Den sista draken i världen".

### Hemulen som älskade tystnad
En hemul vantrivs med sitt jobb på ett nöjesfält där han får stå och klippa biljetter. Han längtar till sin pension då han äntligen ska få göra det han vill i lugn och ro, nämligen att bygga ett stort, tyst dockskåp. En dag kommer ett stort regnfall som förstör hela nöjesfältet. De andra hemulerna som jobbat där beslutar att göra om fältet till en skridskobana till vintern när vattnet frusit till is. Hemulerna erbjuder hemulen samma jobb han haft vid nöjesfältet, i tron att han alltid tyckt om sitt jobb. Hemulen tackar nej och berättar om sin dröm, som de andra hemulerna skrattar åt. Hemulen, som förlorat sin sönderskrattade dröm, flyttar in i sin farmors igenvuxna park som numera är hans egen. Efter ett tag får han besök av barnen som ofta besökte nöjesparken. De har samlat ihop alla delar de kunnat hitta från husen och karusellerna, och hemulen försöker halvt pliktskyldigt bygga upp allt. Inget ser dock ut som det gjort, och först när barnen får vara med och bygga förvandlas parken till ett nytt nöjesfält, där barnen får leka på villkor att de är absolut tysta.    

### Berättelsen om det osynliga barnet
Titelnovellen handlar om en liten flicka som har så dåligt självförtroende att hon blivit helt osynlig. Muminmammans stora kärlek och omsorg får dock flickan att steg för steg bli mer synlig. Denna novell, liksom några av de andra från samlingen, finns också som tecknad film i ett avsnitt av den japanska tecknade serien om Mumintrollen, och ligger även till grund för ett par avsnitt i TV:s julkalender från 1973; Jul i Mumindalen.

### Hattifnattarnas hemlighet
Handlar om muminpappan som plötsligt lämnar Mumindalen och ger sig av på äventyr. Han stöter på hattifnattar och följer med dem till deras ensliga ö.

### Cedric
Sniff säljer bort sin älskade hund och drabbas av enorm ånger. 

### Granen
Mumintrollen vaknar mitt i sin sköna vintersömn av att alla andra invånare i Mumindalen springer runt och jäktar inför den annalkande Julen. Eftersom mumintrollen aldrig har firat jul förut missförstår de alltihop och tror att det är något hemskt som väntar...  Novellen ligger till grund för de två sista episoderna i TV:s julkalender från 1973; Jul i Mumindalen.